# 걱정
걱정은 여러가지로 마음이 쓰이는 감정을 의미하며, 불안의 일종으로 볼 수도 있다. 비슷한 말로 심려(心慮), 염려(念慮), 근심 등이 있다.
한편 안정이 되지 않는 심리적인 상태나 감정을 의미하기도 하지만 생물학적으로 어떠한 위험이 개체의 존재를 위협할 수 있다는 가능성을 지각함으로써 불확실한 미래에 대처하는 효과적인 문제해결과정에서 발현하는 감정 상태를 지칭하기도 한다.

## 정의
걱정은 끈질긴 인지의 범주, 즉 과거나 미래의 부정적인 사건에 대해 지속적으로 생각하는 것이다. 감정 "걱정"은 실제 또는 상상의 문제, 종종 건강이나 재정과 같은 개인적인 문제 또는 환경 오염, 사회 구조 또는 기술 변화와 같은 외부의 더 넓은 문제에 대한 불안이나 우려에서 경험된다. 예상되는 미래 문제에 대한 자연스러운 반응이다. 과도한 걱정은 범불안장애의 주요 진단 특징이지만 정신분열증과 같은 다른 심리적 장애에도 널리 퍼져 있다.
대부분의 사람들은 인생에서 아무런 사건 없이 짧은 시간 동안 걱정을 경험한다. 실제로, 약간의 걱정은 사람들이 예방조치를 취하도록 유도하거나(예: 안전벨트 착용 또는 보험 가입) 위험한 행동(예: 위험한 동물 화나게 하거나 폭음)을 피하도록 유도하는 경우 긍정적인 영향을 미치지만 지나치게 걱정하는 사람들에게는 부정적인 영향을 미친다. 그들은 평가에서 미래의 위험을 과대평가하고 극한 상황에서 스트레스를 초래하는 막다른 골목으로 상황을 확대하는 경향이 있다. 과대평가는 분석 자원이 외부 통제 소재, 개인적 경험 및 신념 오류의 조합이기 때문에 발생한다. 만성적으로 걱정하는 개인은 또한 자신의 문제 해결 능력에 대한 자신감이 부족하고 문제를 위협으로 인식하며 문제를 처리할 때 쉽게 좌절하고 문제 해결 노력의 결과에 대해 비관적일 가능성이 더 높다.
심각하게 불안한 사람들은 걱정을 조절하기 어렵고 일반적으로 안절부절 못함, 피로, 집중력 저하, 과민성, 근육 긴장 및 수면 장애와 같은 증상을 경험한다.

## 이론

### 회피 모델
걱정 회피 모델(AMW)은 걱정이 언어적, 사고 기반 활동이며 생생한 정신적 이미지와 관련된 신체적, 정서적 활성화를 억제하려는 시도로 발생한다는 이론을 세운다. 이러한 억제는 성공적인 습관화와 두려운 자극의 소멸을 위해 이론적으로 필요한 두려움의 감정적 처리를 배제한다. 걱정은 대부분의 걱정이 실제로 발생하지 않는다는 사실로 인해 대처 기법으로 강화되며, 걱정하는 사람은 노출과 관련된 불쾌한 감각 없이 두려운 상황을 성공적으로 통제했다는 느낌을 갖게 된다. 주목할만한 연구 결과에 따르면 시각적 걱정, 즉 시각적 양식에서 발생하는 걱정은 불안 및 기타 정신병리학적 증상의 증가와도 관련이 있다.

### 인지 모델
이 모델은 위협 내용을 선호하는 주의 및 해석의 습관적 편향과 같은 비자발적(상향식) 프로세스와 주의 통제와 같은 자발적(하향식) 프로세스 사이의 상호 작용으로 병리학적 걱정을 설명한다. 정서적 처리 편향은 위협이 부정적 또는 긍정적인 생각을 침해하는 인식으로 표현될 가능성에 영향을 미친다. 사전의식 수준에서 이러한 과정은 일부는 손상된 인지 과정을 통한 걱정의 주장적 힘에 해당하고 다른 일부는 주의 통제 또는 철저한 경계를 통한 걱정의 예방력에 해당하는 정신적 표상 간의 경쟁에 영향을 미친다. 편견은 걱정하는 사람이 인지된 위협을 해결하려고 시도하는 걱정의 정도와 성격, 그리고 그러한 상황에서 예상, 반응 및 대처의 방향을 바꾸는 것을 결정한다.
스트레스를 주거나 속상하게 만드는 사건과 관련하여 불확실하거나 모호한 상태의 정신적 표상에 반응하는 사람들이 있다. 이 상태에서 걱정하는 사람은 끊임없는 걱정 상태에 있게 된다. 이는 생성될 수 있는 결과의 가능성이 압도적으로 많은(걱정하기 쉬운 개인에 따라 2~3개) 가능성이 있기 때문에 걱정하는 사람을 위협적인 위기에 빠뜨리고 잠재적인 부정적 측면에 자발적으로 주의 통제를 집중하기 때문이다. 다른 사람들은 가능한 부정적인 결과에 대해 높은 기대감을 갖기보다는 건설적인 문제 해결 방식과 온화한 접근 방식을 취한다.

## 철학
금욕주의 철학자 에픽테토스와 세네카 같은 그리스 사상가들은 걱정하지 말라고 조언했다. 합리적 정서 행동 치료의 창시자인 앨버트 엘리스는 스토아학파의 치료 아이디어에서 영감을 받았다.

## 같이 보기
- 상위인지모형